# Leopoldo Verdugo Quiroz
Leopoldo L. Verdugo Quiroz  fue un empresario, funcionario de aduanas y político mexicano afiliado al Partido Revolucionario Institucional (PRI). En 1954, fue electo uno de los primeros senadores de Baja California junto a Esteban Cantú, sirviendo en las XLII y XLIII Legislaturas del Congreso de la Unión.

## Primeros años de vida
Verdugo Quiroz nació el 1 de marzo de 1898, en Álamos, Sonora. Sus padres, Leopoldo Verdugo Perrón y Natalia Quirós Quirós, se casaron en 1895 y tuvieron 14 hijos. Verdugo Quiroz asistió a la escuela primaria en Álamos, pero abandonó la escuela y luego luchó en la Revolución Mexicana. Su padre era amigo personal de Álvaro Obregón y trabajó como funcionario del gobierno. En 1921, se trasladó junto a su familia a Mexicali y posteriormente fue nombrado fiscal del Territorio de Baja California Norte, por el presidente Obregón. 
En abril de 1922, Verdugo Quiroz fue nombrado director de aduanas de Mexicali.   Tiempo después se casó con Catalina Saldamando.   Posteriormente, Verdugo Quiroz trabajó en la aduana de las ciudades portuarias de Veracruz y Matamoros antes de ser nombrado Jefe de la Aduana de Mexicali, regresando así a Baja California en abril de 1932.  Compró tierras en el Valle de Mexicali y se dedicó al sector agrícola.  Los negocios tuvieron éxito y se unió a un grupo poderoso de terratenientes en la región   por lo que acumuló influencia económica y política en la región. 

## Carrera política
Para las elecciones federales de 1940 de Juan Andreu Almazán, Verdugo Quiroz se desempeñó como su director de campaña local para el Territorio Norte de Baja California . Al apoyar al Partido Revolucionario de Unificación Nacional (PRUN), desafiando así la candidatura de Manuel Ávila Camacho, del Partido de la Revolución Mexicana (PRM). La noche de las elecciones, Verdugo Quiroz fue arrestado en Mexicali, junto con otros dos líderes pro-Almazán, debido a un tiroteo en la sede del PRM en dicha ciudad, resultando Eduardo Garza Senande, director de campaña local de Ávila Camacho, golpeado en una pierna artificial. Los tres fueron detenidos pero puestos en libertad rápidamente.
En 1952, Verdugo contribuyó a establecer la Acción Cívica Baja Californiana, un autodenominado partido político regional formado por agricultores, empresarios, comerciantes y profesionales de la región.  Después de que consolidara Baja California como entidad federativa, su nombre fue de los primeros en ser considerados como precandidato para la candidatura del Partido Revolucionario Institucional (PRI) a Gobernador de Baja California en las elecciones estatales de 1953, disfrutando de un importante apoyo del sector agrícola en el Valle de Mexicali.   No fue elegido por el partido para seguir adelante.  Sin embargo, Acción Cívica Baja Californiana fue absorbida por el PRI, y la mayoría de los partidarios de Verdugo Quiroz lo siguieron a su nuevo partido.  
En diciembre de 1953, Verdugo Quiroz fue mencionado en una columna periodística por el periodista Alberto Rosales como una de las cinco figuras políticas locales que podrían buscar una nominación para representar al estado en el Senado de la República .  El PRI finalmente eligió  a Verdugo Quiroz y Esteban Cantú Jiménez como sus candidatos.  En la elección especial realizada el 4 de julio de 1954, Verdugo Quiroz y Cantú fueron elegidos como los dos primeros senadores del estado.   El 7 de septiembre de ese año, se unieron como miembros de la XLII Legislatura del Senado de México, después de que se certificaran los resultados electorales.   Ambos fueron senadores hasta el final de la XLIII Legislatura, en 1958. Verdugo Quiroz se desempeñó, posteriormente, como presidente del Comité de Salud Pública; fue además, primer secretario del Comité de Seguridad Social y del Comité Agrícola y de Desarrollo; y segundo secretario del Comité de Administración. 
En diciembre de 1958, Verdugo Quiroz anunció su precandidatura para la gobernación del año siguiente.  Realizó su primera manifestación el mes siguiente, hablando ante más de 500 agricultores en el Valle de Mexicali para lanzar oficialmente su campaña.  Sin embargo, Verdugo Quiroz no fue seleccionado por el partido.